# Leonora (Australia)
Leonora è una città situata nella regione di Goldfields-Esperance, in Australia Occidentale; essa si trova 830 chilometri a nord-est di Perth ed è la sede della Contea di Leonora. Al censimento del 2006 contava 401 abitanti.